# Діморф
Діморф — невеликий природний супутник астероїда 65803 Дідим, що разом із ним утворює подвійну систему. Виявлений 20 листопада 2003 року завдяки спостереженням астронома Петра Правеца та його колег з різних країн. Діморф був приблизно 177 метрів завдовжки, мав форму сплющеної кулі, а його поверхня, вкрита кам'яними валунами, майже не мала кратерів. Вчені припускають, що супутник утворився з частини породи самого Дідима, відокремившись та утворивши кільце уламків.
Діморф став ціллю місії НАСА під назвою DART (Double Asteroid Redirection Test), яка мала перевірити, чи можна змінити орбіту астероїда за допомогою прямого зіткнення. 26 вересня 2022 року космічний апарат навмисно врізався в Діморф, щоб змінити його траєкторію. Зіткнення помітно вплинуло на рух Діморфа. Його орбітальний період навколо Дідима скоротився на 33 хвилини. В космос було викинуто понад тисячу тонн уламків, утворивши величезну хмару пилу, яка тимчасово зробила систему Дідима яскравішою. Пиловий матеріал створив «хвіст», що простягнувся на 10 тис. км і залишався помітним кілька місяців. Удар залишив на поверхні Діморфа кратер діаметром у кілька десятків метрів. Спостереження показали, що Діморф після зіткнення міг витягнутися або почати хаотично обертатися. 
Щоб краще зрозуміти наслідки експерименту, Європейське космічне агентство 7 жовтня 2024 року запустило місію «Гера». Апарат має досягти астероїда в 2026 році та детально дослідити, як саме удар DART вплинув на супутник і його орбіту, що допоможе оцінити ефективність такого методу захисту Землі від потенційних астероїдних загроз.

## Відкриття

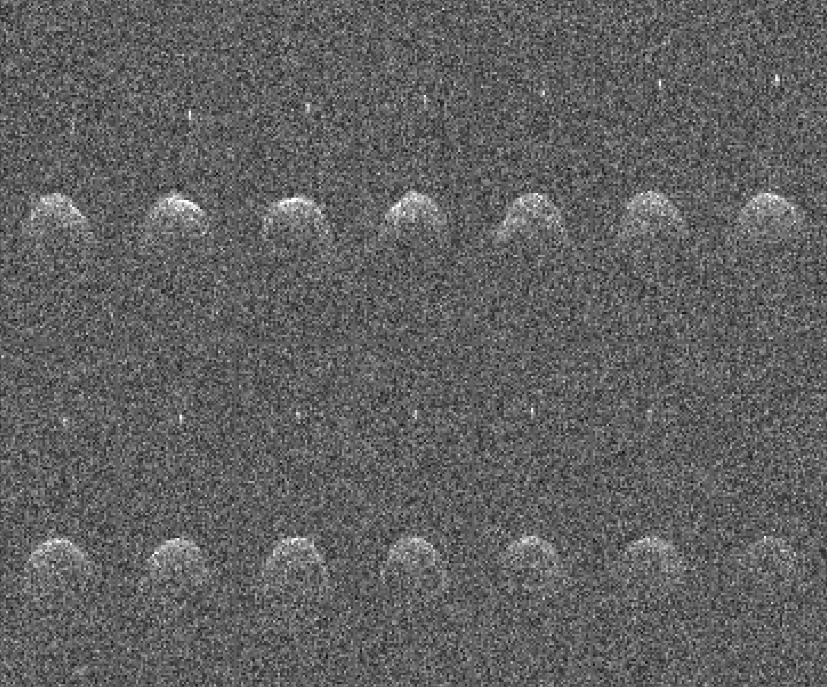
Зображення Дідима та Діморфа, зроблені обсерваторією Аресібо

Основний астероїд 65803 Дідим був відкритий 1996 року астрономом Джо Монтані в рамках проєкту Spacewatch, який проводився при Університеті Аризони. Супутник Діморф було виявлено 20 листопада 2003 року під час фотометричних спостережень, які проводив астроном Петро Правец разом із колегами в обсерваторії Ондржейов у Чехії. Виявлення Діморфа стало можливим завдяки періодичним зниженням яскравості 65803 Дідима, які відбувалися через затемнення та покриття — коли один об'єкт затуляє інший, що призводить до тимчасового зменшення яскравості. За допомогою радарних зображень з обсерваторії Аресібо, Петро Правец та його команда підтвердили, що 65803 Дідим є подвійною системою, тобто складається з двох тіл — основного астероїда і його супутника Діморфа.

## Етимологія
Після відкриття супутник отримав тимчасове позначення S/2003 (65803) 1. А після подальшого вивчення отримав й постійне позначення  — (65803) Didymos I. Офіційну назву «Діморф» супутнику надала Робоча група з номенклатури малих тіл Міжнародного астрономічного союзу (МАС) 23 червня 2020 року. 
Назва «Діморф» походить від грецького слова (Δίμορφος), що в перекладі означає «має дві форми». Це обґрунтовано тим, що супутник є ціллю для космічних місій DART та Гера, і він став першим небесним тілом, чия форма була суттєво змінена завдяки людському втручанню (удар апарата DART). Пропозицію цієї назви висунув Клеоменіс Циганіс, планетолог з Університету Арістотеля в Салоніках, який є членом команд місій DART і Гера. До офіційного затвердження назви супутник інколи неофіційно називали «Дідимун», ця назва утворилася від англійських слів Didymos(Дідим) та moon(супутник).

## Вивчення

Телескопи, які спостерігали за наслідками зіткнення апарата DART з Діморфом

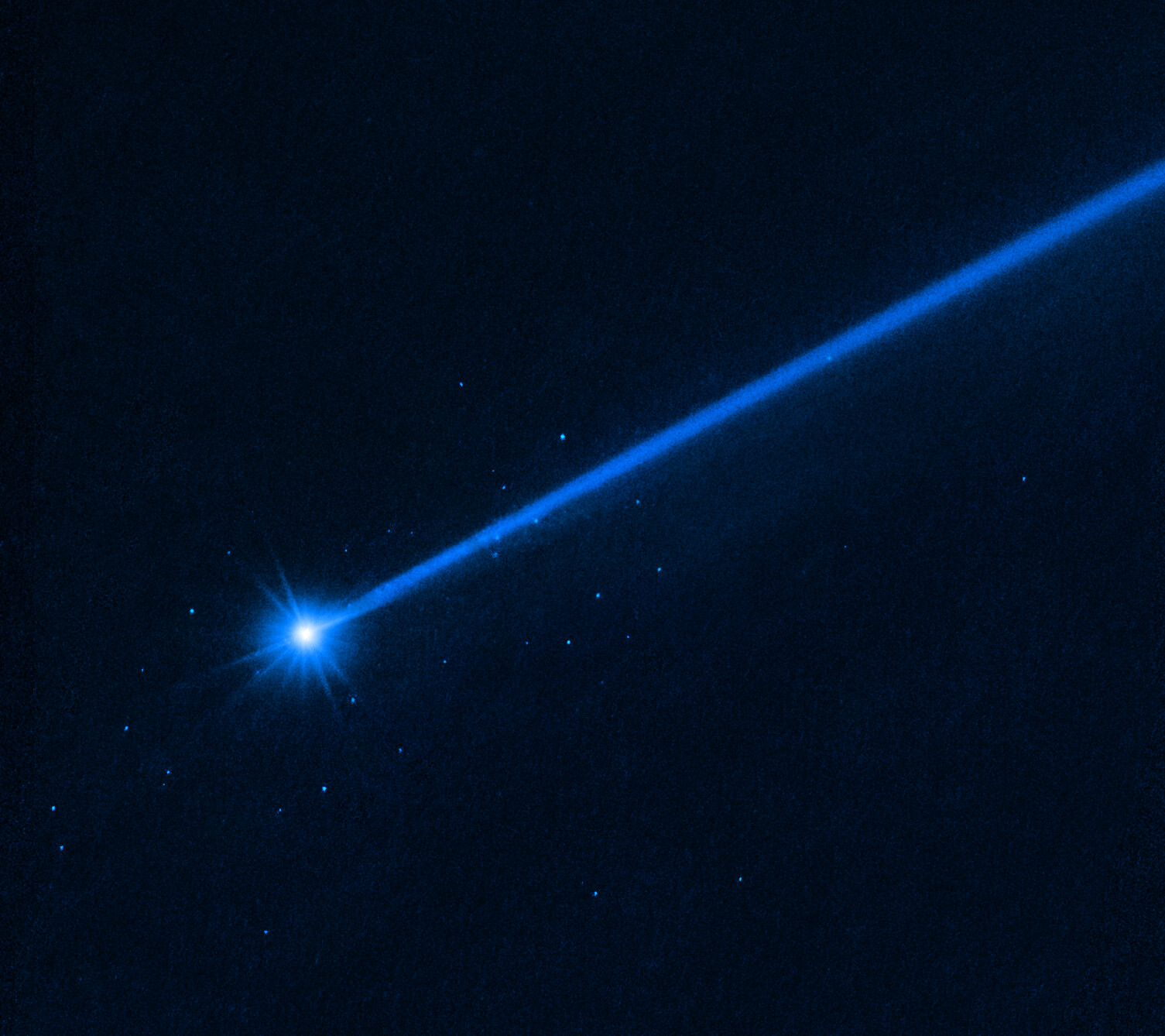
Зображення астероїда та його хвоста, зроблене Габблом

### Місія DART
Космічний апарат було розроблено НАСА і Лабораторією прикладної фізики університету Джона Гопкінса. Метою цієї місії було перевірити, чи можна змінити траєкторію астероїда, щоб запобігти його потенційно небезпечному зіткненню з Землею. Це було перше в історії випробування подібного роду в космосі. Діморф був обраний ціллю місії через декілька факторів: для спостерігача з Землі ця система астероїдів є транзитною, через це легше відстежувати зміни орбіти Диморфа, ця система розташована недалеко(11 мільйонів км) від Землі, що давало змогу спостерігати за нею за допомогою багатьох телескопів та обсерваторій, також через малу відстань апаратам не потрібно витрачати багато часу на подорож до цих астероїдів.
24 листопада 2021 року НАСА запустило космічний апарат за допомогою ракети Falcon 9 компанії SpaceX.  30 грудня 2021 року апарат передав перші знімки системи астероїдів. 11 вересня апарат випустив супутник «LICIACube» типу CubeSat, створений Італійським космічним агентством. 
26 вересня 2022 року, апарат зіткнувся з Діморфом, рухаючись зі швидкістю приблизно 24 000 км/год. Внаслідок удару орбіта Діморфа навколо Дідима змінилася — його обертальний період скоротився на 33 хвилини, хоча до зіткнення НАСА поставило поріг успіху в 73 секунди.  Ця досить велика зміна показує, що на орбіту Діморфа вплинула не тільки сила, яку передав апарат DART, але й матеріал, який був викинутий з поверхні астероїда після удару. Вчені виявили, що удар призвів до того, що швидкість Діморфа на орбіті зменшилася на 2,7 міліметра за секунду. Це означає, що більшу частину зміни орбіти спричинила саме викинута маса, а не безпосередньо сам апарат DART. Зміна моменту руху супутника була у 2,2—4,9 раза більшою, ніж та, яку б він дістав лише від удару апарата. «LICIACube» зробив фото моменту зіткнення та пилової хмари, яка утворилася після удару, під час свого прольоту біля астероїдів. Наслідки зіткнення також спостерігали телескопи Габбла та Джеймса Вебба, космічний апарат «Люсі», Південноафриканська астрономічна обсерваторія та система ATLAS. Вони допомогли зафіксувати пилову хмару, що простяглася в космосі після зіткнення. 
Хоча зміна орбіти була невеликою, навіть такі маленькі зміни у швидкості можуть з часом накопичуватися і призвести до великих змін у положенні супутника. Для гіпотетичного астероїда, який може бути небезпечним для Землі, навіть така незначна зміна може стати достатньою, щоб уникнути або зменшити можливий удар, якщо вплив буде здійснений заздалегідь. Наприклад, Земля має діаметр близько 13 000 км, і навіть якщо астероїд зміститься лише на половину цієї відстані (6500 км), ймовірність удару значно знизиться. Якщо зміна швидкості буде становити 2 см/с, це може призвести до такого зміщення вже через 10 років.

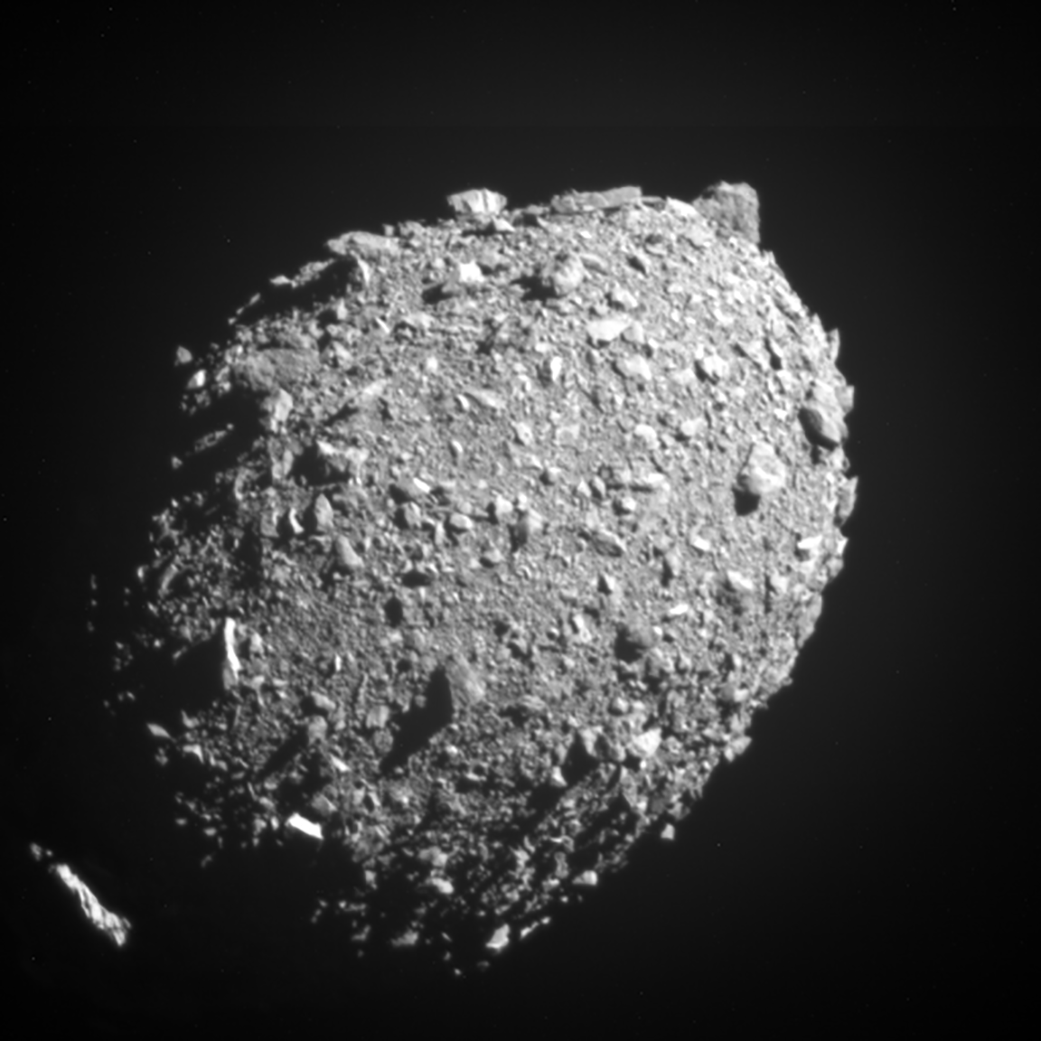
Діморф, як його бачить космічний апарат DART за 11 секунд до зіткнення. Бортова камера DRACO, встановлена на борту DART, зробила цей знімок з відстані 68 кілометрів

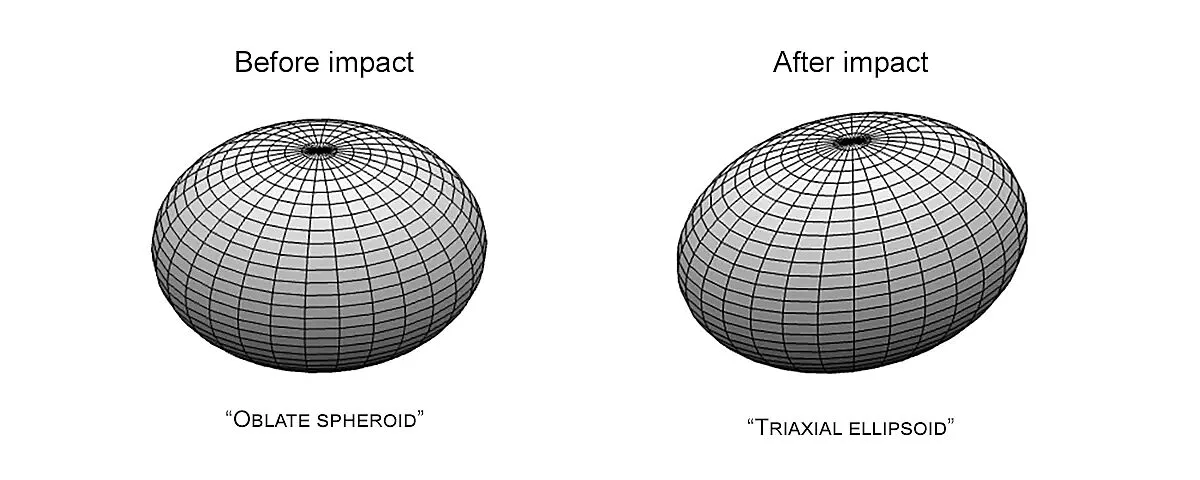
Зміна форми Діморфа до та після удару

Важливим відкриттям стало те, що під час удару космічного апарата DART по Діморфу, цей супутник став активним астероїдом. Раніше вчені припускали, що деякі активні астероїди можуть з'являтися внаслідок ударів, але ніколи не спостерігали це в реальному часі. Місія DART дала можливість спостерігати цей процес, адже удар стався за ретельно визначеними та контрольованими умовами, що дозволило вперше детально вивчити, як утворюється активний астероїд. Спостереження показали, що Діморф втратив приблизно тисячу тонн(1×106 кг) матеріалу після зіткнення. Удар створив пилову хмару, яка на деякий час освітлила систему Дідим, а також утворив пиловий хвіст довжиною 10 000 км, який залишався видимим протягом кількох місяців. Крім того, удар спричинив глобальне оновлення поверхні Діморфу і змінив його форму, утворивши кратер діаметром кілька десятків метрів. Цей удар також призвів до того, що Діморф потрапив у хаотичне обертання, через що на нього почали впливати нерегулярні приливні сили від астероїда Дідим. Однак через кілька десятиліть Діморф знову потрапить у стабільний режим обертання. Крім того, удар змінив форму Діморфа з приблизно симетричного «косого сфероїда» на «овал з плоскою вершиною» або «тривісний еліпсоїд».

### Місія Гера
У рамках місії Гера Європейське космічне агентство (ESA) створило апарат, який має детально дослідити, як саме удар DART вплинув на систему Дідима, а також детальніше вивчити саму систему астероїдів. 7 жовтня 2024 року апарат запустили за допомогою ракети Falcon 9 компанії SpaceX і в 2026 році він має досягти астероїда.

## Розміри та форма
Діморф має діаметр близько 170 метрів, тоді як його астероїд 65803 Дідим — значно більший, з діаметром 780 метрів. Масу Діморфа ще не вдалося точно визначити, але, за оцінками, вона становить приблизно 5×109 кг (5,5 мільйона тонн), що наближено до маси й розміру Великої піраміди в Гізі, якщо припустити, що щільність Діморфа є подібною до щільності Дідима (2,17 г/см³). Це робить Діморф одним з найменших небесних об'єктів, який отримав офіційну назву від Міжнародного астрономічного союзу (МАС), після 367943 Дуенде та 469219 Камооалева.
Нещодавні зображення, отримані під час місії DART, показали, що Діморф має форму, схожу на яйце, з поверхнею, покритою валунами. Це вказує на те, що структура астероїда складається з великої кількості каменів та уламків, що не зв'язані між собою сильною гравітацією, але утримуються разом шляхом власної гравітації та тиску.

## Поверхня
П'ять валунів та шість кратерів на поверхні Діморфа отримали назви від назв традиційних барабанів з різних культур. Вони мають діаметр приблизно 10 метрів або менше.
| Назва            | Вимова                                                    | Значення | Назва барабана                              | Затверджена дата  |
| ---------------- | --------------------------------------------------------- | -------- | ------------------------------------------- | ----------------- |
| Atabaque Saxum   | UK [ˌætəˈbæki] AT-ə-BAK-ee US [ˌɑːtəˈbɑːki] AH-tə-BAH-kee | валун    | атабака (Бразилія)                          | 25 січня 2023     |
| Bodhran Saxum    | [ˈbɔːrɑːn] BOR-ahn                                        | валун    | боран (Ірландія)                            | 25 січня 2023     |
| Caccavella Saxum | [ˌkækəˈvɛlə] KAK-ə-VEL-ə                                  | валун    | какавела, відомого також як путіпу (Італія) | 25 січня 2023     |
| Dhol Saxum       | [ˈdɔːl] DAWL                                              | валун    | дхол (Індія)                                | 25 січня 2023     |
| Pūniu Saxum      | [ˈpuːni.uː] POO-nee-oo                                    | валун    | пуніу (Гаваї)                               | 25 січня 2023     |
| Bala Crater      | [ˈbælə] BAL-ə                                             | кратер   | балафон (Гвінея, Сенегал, Малі)             | 14 листопада 2023 |
| Bongo Crater     | [ˈbɒŋɡoʊ] BONG-goh                                        | кратер   | бонґо (Куба)                                | 14 листопада 2023 |
| Marimba Crater   | [məˈrɪmbə] mə-RIM-bə                                      | кратер   | маримба (Центральна Америка)                | 14 листопада 2023 |
| Msondo Crater    | [ɛmˈsɒndoʊ] em-SON-doh                                    | кратер   | мсондо (Танзанія)                           | 14 листопада 2023 |
| Naqqara Crater   | [næˈkɑrə] na-KAR-ə                                        | кратер   | наккара (Середній Схід та Індія)            | 14 листопада 2023 |
| Tamboril Crater  | [ˌtæmbəˈrɪl] TAM-bər-IL                                   | кратер   | тамборіл (Уругвай, Кандомбе)                | 14 листопада 2023 |

## Орбіта та обертання

Анімація DART навколо Дідима — вплив на Діморф
DART·
65803 Дідим·
Діморф

65803 Дідим, основний об'єкт подвійної системи, обертається навколо Сонця на відстані від 1,0 до 2,3 астрономічної одиниці (а.о.). Повний оберт Дідим робить за 770 днів (приблизно 2 роки та 1 місяць). Орбіта Дідима має ексцентриситет 0,38, а нахил орбіти до площини Землі становить 3°. 4 жовтня 2022 року Дідим наблизився до Землі на відстань 10,6 мільйона кілометрів. Діморф, супутник Дідима, обертається навколо нього на майже круглій орбіті, з періодом 11,9 години. Його орбітальний період синхронізований з обертанням Дідима, через це одна й та сама сторона Діморфа завжди спрямована до Дідима. Орбіта Діморфа є ретроградною — тобто напрямок обертання протилежний до напрямку руху планет по площині екліптики.
Обертання Діморфа поступово сповільнюється через ефект ЯОРП. Оцінки показують, що період обертання Діморфа може подвоїтися за 86 000 років. Однак, оскільки Діморф знаходиться в орбіті навколо Дідима, приливні сили утримують супутник у синхронному обертанні, тому він завжди буде повернений однією стороною до свого астероїда.